# Serowe
Serowe este reședința districtului Central din Botswana. Serowe se află în estul țării, la 250 km nord-est de Gaborone. A fost fondat în anul 1903 de Khama III.